# 2003 LC7
2003 LC7 est un objet transneptunien faisant partie des cubewanos, très mal connu ayant un arc d'observation très faible. 

## Caractéristiques
2003 LC7 mesure environ 180 km de diamètre.